# Borrell II
Borrell II est un comte de Barcelone mort en 993. Il est le fils de Sunyer Ier de Barcelone et de Richilde de Rouergue (es). Sous son règne, Barcelone connaît une renaissance qui préfigure la Renaissance ottonienne.

## Biographie

Péninsule Ibérique au Xe siècle.

Sa date de naissance est inconnue. Il commence par gouverner les comtés de Barcelone et d'Urgell avec son frère Miron (948-966). En 966, la mort de son frère le laisse seul maître du comté de Barcelone.
À cette date, le comté de Barcelone est culturellement le plus avancé du monde occidental. En effet, la péninsule Ibérique a déjà donné de grands savants comme Isidore de Séville, et les bibliothèques antiques héritées du Royaume wisigothique ont été conservées et peut-être encore enrichies par les connaissances orientales des chrétiens mozarabes fuyant les persécutions d'Al-Mansur.

## Borrell, le Rouergue et Gerbert d'Aurillac
En 967, Borrell II se rend dans le Rouergue pour épouser Luitgarde de Toulouse la fille de Raymond III de Toulouse, comte de Toulouse, qui se trouve aussi être marquis de Gothie. Il fait étape à Aurillac pour voir l'Illustre abbaye bénédictine et vénérer les reliques de saint Géraud dont les possessions s'étendent dans toute l'Aquitaine. Borrell ayant loué l'excellence des monastères catalans, l'abbé le convainc d'emmener avec lui Gerbert, un moine particulièrement brillant, afin d'y poursuivre son instruction.
C'est ainsi que le jeune Gerbert se retrouve en 967 dans les abbayes catalanes de Vich et de Ripoll, où il sera pris en charge par le savant évêque Hatton. Étonné par les qualités intellectuelles de Gerbert d'Aurillac, le Comte lui demande de l'accompagner en 970 à Rome où il le présente au pape Jean XIII et à l'empereur Otton Ier. Gerbert poursuit son ascension: il deviendra précepteur du futur roi Hugues Capet et du futur empereur Otton II, avant de devenir pape en 998 sous le nom de Sylvestre II.
Borrell épouse en 968 Luitgarde de Toulouse qui lui donnera six enfants: 
- Raymond Borrell de Barcelone qui prendra sa suite à la tête du comté ;
- Armengol/Ermengaud Ier qui héritera du comté d'Urgell de son oncle Miron ;
- Aldrie, Bonne, devenue abbesse de Saint-Pierre de Barcelone ;
- Ermengarde ;
- Riquilde.

## Relations avec le califat de Cordoue

Campagnes d'Al-Mansur.

Les Maures commandés par Al-Mansur firent le sac de Barcelone en 985. Borrell doit traiter avec lui, puis entreprend de reconstruire les fortifications de Barcelone.
Face à l'inertie de son suzerain Hugues Capet, la Catalogne cesse à ce moment-là de reconnaître la suzeraineté du roi de France, s'émancipant définitivement du pouvoir royal, même si les actes des comtes de Barcelone continuent à être datés du règne des rois de France et que leurs successeurs continuent à séjourner, à s'allier et à être largement possessionnés dans le Midi de la France.

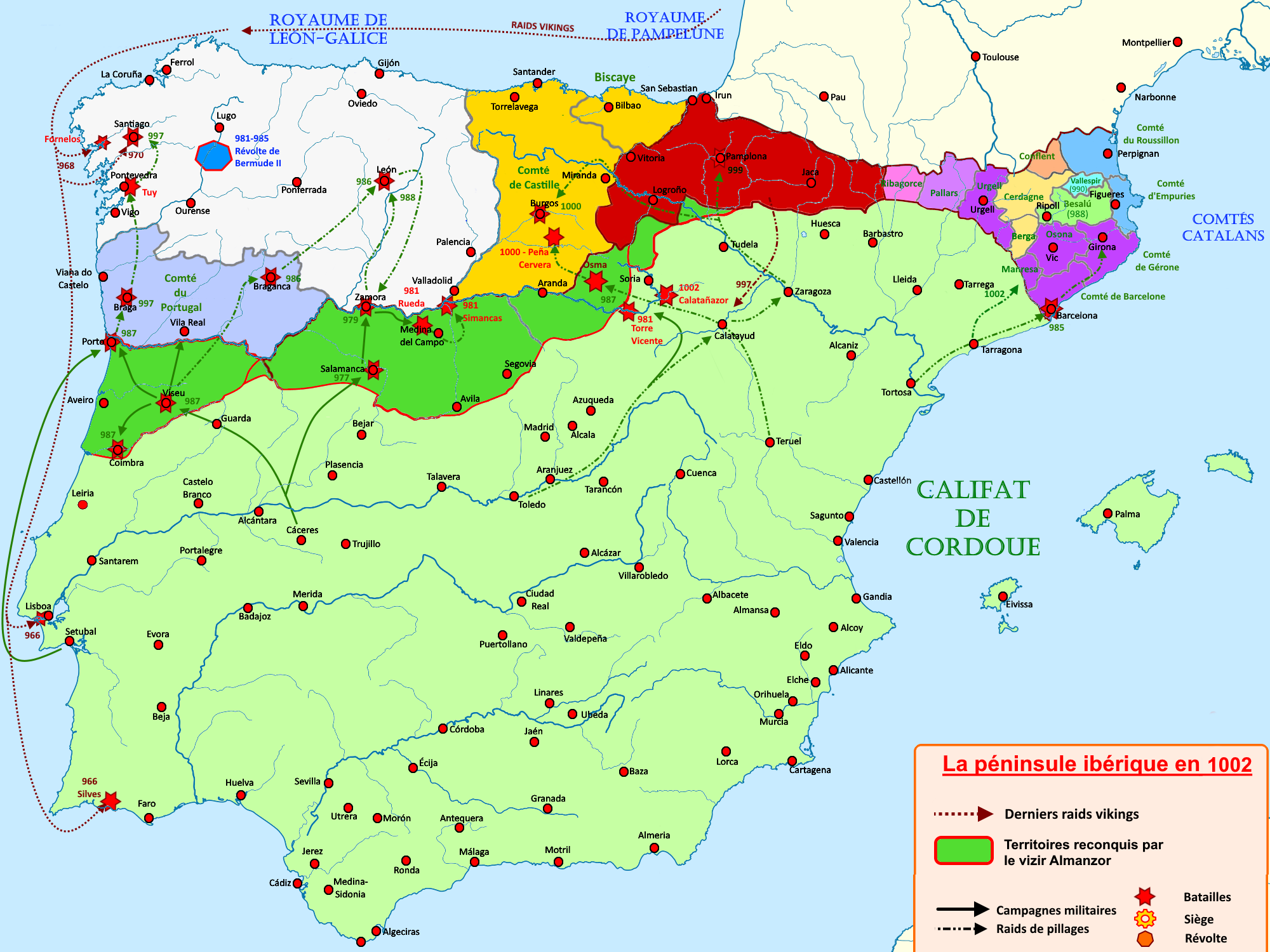
Les conquêtes d'Almanzor de 961 à 1002.

Le califat de Cordoue, miné par des guerres internes, a besoin de mercenaires et les Catalans s'enrôlent massivement dans les armées d'Al-Mansour. En contrepartie, l'or musulman fait la fortune de la cité comtale, lui permettant enfin d'être la capitale de cette Catalogne naissante et, dès l'effondrement du califat (1009-1031), de dicter sa loi aux rois maures voisins de Tortose ou Lérida. Ces dissensions entraînent donc une période de stabilité propice à la Catalogne, qui connaît un important développement technique, démographique et culturel. Cette poussée culturelle se propage à l'Europe via les réseaux monastiques et les voies de pèlerinage (Saint-Jacques-de-Compostelle) et commerciales (Barcelone est un port ouvert sur la méditerranée).